# Benjamin Carleton
Benjamin Carleton (* 19. Februar 2000) ist ein deutscher Volleyballspieler.

## Karriere
Carleton begann seine Karriere an der UC SSC Lake Ginninderra. Von 2018 bis 2024 studierte er an der University of Manitoba und spielte in der Universitätsmannschaft Bisons. Nach seinem Studium wechselte der Außenangreifer 2024 zum Erstligisten VC Bitterfeld-Wolfen.